# Túnel de água

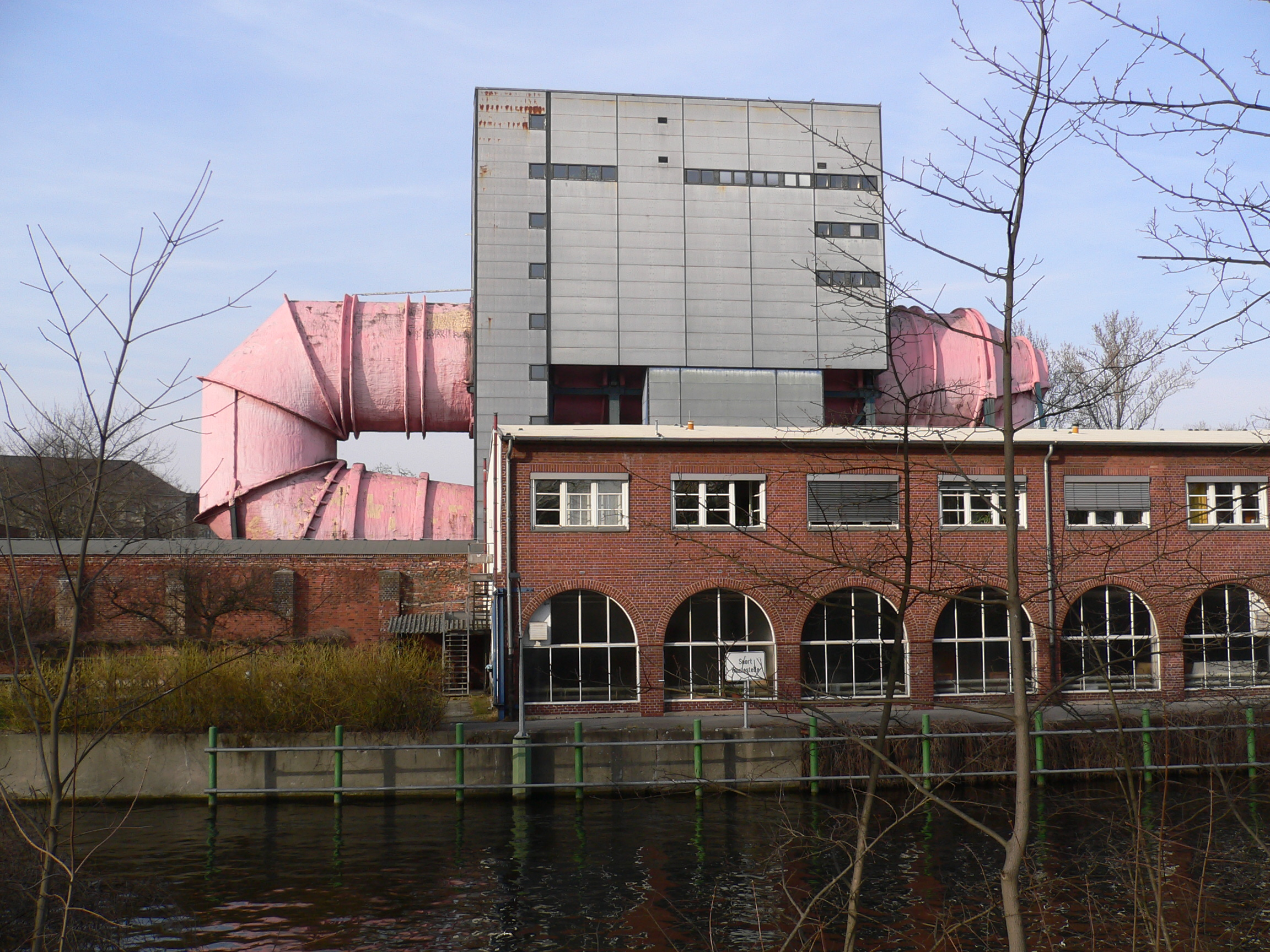
Túnel de estudos em cavitação do Versuchsanstalt für Wasserbau und Schiffbau em Berlim.

Um túnel de água é uma instalação experimental usada para testar o comportamento hidrodinâmico de corpos submersos em água corrente. É muito semelhante a um túnel de vento de recirculação, mas com água como fluido de trabalho, e fenômenos relacionados são estudados, tais como a medição das forças sobre modelos em escala de submarinos ou sustentação ou arrasto em hidrofólios.